# يونيباي رومادو ويستفيلد
يونيبيل رومادو ويست فيلد ( المعروفة سابقًا باسم يونيبيل رومادو ) هي شركة عقارية تجارية أوروبية يقع مقرها في باريس، فرنسا. يعود تاريخها إلى تشكيل اثنين من مشغلي مراكز التسوق المنفصلين، يونيبيل (تأسست في فرنسا في عام 1968) ورودامكو أوروبا (التي تأسست في هولندا في عام 1999) ، والتي اندمجت في عام 2007 وأصبحت مجتمعات يوروبا في عام 2009. اشترت الشركة مشغل مركز التسوق الأسترالي ويست فيلد ، الذي أنشأته مجموعة ويست فيلدفي عام 2018.
اعتبارًا من عام 2018 ، تعد يونيبيل رومادو ويست فيلد أكبر شركة عقارية تجارية في أوروبا،  وهي أحد مكونات مؤشر سوق الأسهم يورو ستوكس 50 وكاك 40.  تتكون محفظتها من عقارات للبيع بالتجزئة ومباني المكاتب ومراكز المؤتمرات في أوروبا وأمريكا الشمالية. تستخدم العديد من مراكز التسوق علامة ويست فيلد التي أطلقتها مجموعة ويست فيلد في عام 1960 وتمت مشاركتها مع مجموعة سينتر للعقارات في أستراليا ونيوزيلندا منذ عام 2014. العقارات التجارية المملوكة لشركة يونيبيل رومادو قبل الاندماج ستحمل اسم ويست فيلد. 

شعار يونيبيل رومادو ، يستخدم حتى عام 2018

شعار ويستفيلد ، قيد الاستخدام منذ عام 1960 حتى الآن

## روابط خارجية
- Unbail-Rodamco-Westfield corporate website
- Westfield commercial website